# 福留光帆
福留 光帆（ふくとめ みつほ、2003年〈平成15年〉10月22日 - ）は、日本のタレント。女性アイドルグループAKB48の元メンバー。
兵庫県尼崎市出身。プライム所属。

## 略歴
2019年
- 10月6日、AKB48のチーム8の新しい兵庫県代表メンバーとして初披露される[2]。

2022年
- 7月28日、AKB48劇場で卒業公演を行いAKB48を卒業[3]。

2023年
- 2月、スペースクラフトに所属。

2024年
- 1月1日、プライムに移籍[4][5]。
- 3月、YouTubeチャンネル「佐久間宣行のNOBROCK TV」の動画に出演し、大喜利の強さや競艇（ボートレース）愛で話題となった[6][7][8]。
- 9月、アパレルブランド「KANGOL REWARD」とコラボレーションを行い、アパレル商品が発表された[9]。
- 12月、Yahoo!検索大賞2024「スペシャル部門」で第2位にランクイン[10]。

2025年
- 1月6日、ボートレースのG1「尼崎センプルカップ（開設72周年記念、3月3日〜8日、ボートレース尼崎）」のイメージキャラクターに就任した[11]。
- 1月15日、体調不良のため芸能活動を休止することが発表された[12]。
- 2月10日、活動再開が発表され、12日の『GURU GURU!』（J-WAVE）から復帰することが予定されていたが[13]、体調がまだ万全でないということから番組を欠席し[14]、その後3月13日に復帰出演した[15]。
- 2月21日、本人によるXの投稿が再開され、23日に予定されていたボートレース福岡でのトークショー出演を改めて告知し[16]、予定通り23日のイベント出演を果たし、復帰宣言後、初めてファンの前に姿を見せた[17]。
- 6月14日、ボートレース界最高峰でその年の賞金王を決定するSGレース「第40回グランプリ」（12月16～21日、ボートレース住之江）の、初の「応援マネージャー」に就任した[18][19]。

## 人物・エピソード
- ニックネームはみったん、みっちゃん、とめちゃん。

- 3姉妹の次女で、姉と妹がいる。子供時代は「いたずらっ子」で、両親によく怒られていた[20]。

- 小学4年生のときに子役の事務所に入ったものの、レッスンには通っていたが1件も仕事がないまま、1年半後にはその事務所を辞めた[20]。

- AKB48時代のキャッチフレーズは「毎日全力前進！ 一歩二歩！（みつほ！）ありがとうございます。兵庫のおてんば娘！福留光帆です。」。

- AKB48卒業後は一応芸能事務所に所属はしていたもののほぼ仕事がなく、尼崎市の実家で1年強ニート生活を送っていた。その後、舞台出演のオファーをきっかけに一時的に上京。そこでの経験から一念発起して本格的に東京に拠点を移す[20]。
- 「飯尾 くっきー！のハンコください！あなたの名字で旅してます」（2025年1月25日 テレビ東京）で共演したくっきー！によって、肉糞亭愚回（にくぐそていぐーぐる）と命名され、肉糞亭一門に入った[21][22]。

### 性格・趣味
- 元々「このお店だったらこれしか食べない」という頑固なところがあり、ガストでは「若鶏のグリル ガーリックソース」、マクドナルドでは「えびフィレオ」か「エグチ（エッグチーズバーガー）」、松屋ならハンバーグ系、というように食べるものが決まっている[23]。

- 大の風呂嫌い（いわゆる「風呂キャンセル界隈」の一人）。本人曰く「シャワーを浴びるのも嫌い」「（風呂上がりに）髪にドライヤーをかけるのが面倒くさい」とのことで、仕事から帰ってきても風呂に入らず、化粧も落とさないまま寝ることが多い[24]。しかし、2025年1〜2月の休養時期頃から半身浴をしている[25]。

- 好きな食べ物は、ずわいがに。

- 好きなお笑い芸人は、三拍子、ラランド（サーヤ）。

- 好きなアーティストは、ヨルシカ、礼賛。

- 趣味は、ボートレース観戦のほか、お菓子作り、ジグソーパズル、釣り、麻雀（三人麻雀）など。

### ボートレース
- 元々祖父が競艇好きではあったが、家庭内での喧嘩の原因となる事が多く、幼少期はあまり競艇は好きではなかった。2022年初め頃から競艇熱が上昇し、父親と尼崎競艇場に行ったことで本格的にハマりだした[26]。
- 好きなボートレーサーは毒島誠で、福留のスマホのデコレーションも毒島仕様になっている[27]。
- 舟券は「一周回って本命党になった」[23]。
- 日本国内のボートレース場24場全てを訪れることを目標としていて、2024年までに23場を訪れ、残り1場となっていたが、2025年1〜2月の活動休止中にボートレース丸亀を訪れ、念願の24場制覇を果たした[28]。
- GI尼崎センプルカップ 開設72周年記念（2025年3月3〜8日開催）の初日に行われたオープニングセレモニー＆ドリーム戦出場選手インタビューにおいて、ついに毒島誠選手と初対面した。毒島選手へのインタビューの際、MCの永島知洋から「聞きたいことは？」と問われ、「好きな食べ物は何ですか？」と聞き、「和食が大好きです」との返答に、「作れるようになります」と答えた[29]。最終日の表彰セレモニーで、優勝した毒島誠選手にイメージキャラクターとして花束贈呈を行った際にコメントを求められ、涙を流し言葉を詰まらせたが、司会の千葉誠一や会場から労いの言葉をかけられた[30]。

## 出演

### テレビ

#### バラエティ・情報ほか
- BOAT RACEプレミア〜ハートビートボート+〜（2024年4月14日・7月7日・28日・8月18日・9月8日・10月20日・11月17日、BSフジ）
- 別冊!王様のブランチ 藤森慎吾と素敵な仲間が巡る「2024初夏 最新映えまくりツアー」（2024年5月25日、TBS）
- ヒルナンデス!（2024年6月10日、日本テレビ）
- さらば青春の光の考察バラエティ！表の顔と裏の顔（2024年6月27日、朝日放送テレビ）
- パジャピコ（2024年7月2日・9日・8月13日・20日、テレビ朝日）
- ありえへん∞世界（2024年7月9日、テレビ東京）
- 御社でインターンよろしいでしょうか?（2024年7月13日、BS-TBS）
- 踊る!さんま御殿!!（2024年7月23日、日本テレビ）
- しくじり先生 俺みたいになるな!!（2024年8月9日・16日・10月25日・11月1日・12月30日・2025年7月11日、テレビ朝日、AbemaTV）
- 昭和vs令和!世代を超えて愛される最強ヒット曲50連発!（2024年9月16日、テレビ東京）
- ロンドンハーツ（2024年9月17日・24日・2025年2月4日・11日・7月15日・8月5日、テレビ朝日）
- 豪華特Qで行く!大阪くいだおれツアー（2024年9月22日、中京テレビ）
- 見取り図じゃん（2024年9月23日・30日・11月25日・12月2日・31日・2025年1月13日・6月9日・16日、テレビ朝日）[31][32]
- THE名門校 日本全国すごい学校名鑑（2024年10月12日、BSテレ東） - ナレーション
- ワールド極限ミステリー（2024年10月23日、TBS）
- 丸山礼の○○サークル（2024年10月28日・11月4日、TVQ九州放送）
- #タグづけ（2024年11月18日・25日、テレビ東京）
- ポツンと一軒家（2024年12月1日、朝日放送テレビ）
- 浜ちゃんが！（2024年12月11日、読売テレビ）
- ボートの時間！（2024年12月15日、サンテレビ）
- マッハ雑学！〜爆速で分かるビックリ雑学2024〜「知って得する(秘)雑学を“超スピード”で大連発！」（2024年12月28日、テレビ東京）
- ハートフルTV「虫の知らせ」総集編1時間スペシャル（2024年12月29日、BSフジ）
- THE 的中王（2025年1月4日、中京テレビ）
- なすなかにしのゲームキングダム（2025年1月10日 - 31日・5月9日 - 30日・8月8日・15日、BS11）[33][34][35][36][37][38][39][40][41][42]
- あちこちオードリー（2025年1月15日、テレビ東京）[43]
- マユリカとおねだりフルーツジッパー（2025年1月16日・1月23日、テレビ朝日）[44][45]
- 飯尾くっきー！のハンコください！あなたの名字で旅してます（2025年1月25日・7月26日、テレビ東京）[46][47]
- 痛快！明石家電視台（2025年2月1日、MBS毎日放送）[48]
- ボクを食べないキミへ〜人生の食敵〜「福留光帆 VS オクラ」（2025年3月16日、NHK Eテレ）[49]
- ダウンタウンDX（2025年4月3日、読売テレビ制作・日本テレビ系）[50]
- 全力YELL！ボートレーススピリッツ（2025年4月20日・5月11日、BSテレ東）[51][52]
- ニノなのに（2025年4月23日、TBS）[53]
- デカ盛りハンター（2025年4月25日・5月2日、テレビ東京）[54][55]
- 伊集院光&佐久間宣行の勝手に「テレ東批評」（2025年4月30日、テレビ東京）[56]
- 最強大食い王決定戦2025（2025年5月5日、テレビ東京）[57]
- クロナダル（2025年5月7日・7月15日・8月5日、テレビ朝日）[58]
- 人間研究所 〜かわいいホモサピ大集合!!〜（2025年5月7日、中京テレビ制作・日本テレビ系）[59]
- 編成王川島（2025年6月11日・18日、NHK総合）[60][61]
- オレの一行（2025年6月28日、中京テレビ制作・読売テレビ、札幌テレビ、福岡放送）
- 中村静香 福留光帆のいけいけボートLIFE ボートレース徳山　SGオーシャンカップ直前SP！（2025年7月13日、山口放送）
- ブラマヨ吉田＆福留光帆が驚愕！周南まるごとプレゼンバトル（2025年7月17日、山口放送）
- 二軒目どうする？～ツマミのハナシ～（2025年7月26日、テレビ東京）
- くりぃむナンタラ（2025年8月11日・18日、テレビ朝日）
- 日本ハンラン図～あふれすぎたアレ、まとめてみた～（2025年8月16日、中京テレビ）[62]

### ネット配信

#### ボートレース関連
- ういちの放浪記（#98 2024年2月18日・#101 2024年5月2日・#110 2024年8月9日・#111 2024年8月10日・#122 2025年1月7日・#154 2025年8月13日、ジャンバリ.TV） - ゲスト出演
- 2024年鳴門プレミアムGⅠマスターズチャンピオン2日目 9R～12R ボートレーススペシャルLIVE（2024年4月17日、ボートレース公式 BOATRACE official） - ゲスト出演
- 2024年スカパー!・JLC杯 ルーキーシリーズ第8戦 三国プリンスカップ【最終日・優勝戦】（2024年4月18日、「公式」ボートレース三国 さぶちゃん） - ゲスト出演
- ハートビートおかわり（2024年4月14日、ボートレース公式 BOATRACE official） - ゲスト出演
- 福留光帆〝ポンコツ会〟激励会に潜入「西山貴浩選手の人気の秘密は？」（2024年5月18日、東スポレースチャンネル）
- 第38回住之江王冠競走3日目（2024年5月18日、ボートレース公式 BOATRACE official） - ゲスト出演
- ボートレース平和島 ライブ配信 GⅡモーターボート大賞 最終日 2024年05月19日 - ゲスト出演
- 野添探偵社 ～ロジックで舟券の真実を導き出す!!～ 第33話 - 第36話・第45話 - 第48話（2024年6月15日 - 7月6日・10月26日 - 11月23日、ボートレース公式映像配信 JLCレジャーチャンネル）
- 2024年SG第34回グランドチャンピオン【4日目】（2024年6月28日、ボートレース尼崎【公式】） - ゲスト出演
- 2024年マンスリーＢＯＡＴＲＡＣＥ杯【ツキツクGirls予想会生配信】【3日目】 （2024年6月29日、ボートレース津ぅ公式チャンネル） - メインMC出演
- 【福岡ボート・PGIレディースチャンピオン】福留光帆の注目選手は？（2024年8月3日、東スポレースチャンネル）
- ういちの浜名湖テッパン塾 #49 - #52 2024年8月15日 - 18日・#61 - #64 2025年6月9日 - 12日、ボートレース浜名湖【公式】）
- ズバッと！！なべチャンネル（2024年10月14日、ボートレースからつ【公式】）
- GI尼崎ダイヤモンドカップ【初日】（2024年11月10日、ボートレース尼崎【公式】）
- 27th CHALLENGE CUP オッズタイム（2024年11月23日、ボートレース下関【公式】）
- イチナナ勝負師伝説～ボートレース編～（2024年12月19日、17LIVE） - お見送り芸人しんいち・ラランドニシダとともにMC
- 【教えて福留先生！】PGＩクイーンズクライマックスの見所を解説しちゃいます！（2024年12月20日、東スポレースチャンネル）
- 【東スポ動画コラボ企画】福留光帆とラランド・ニシダがボートレース蒲郡を楽しんでみた！【PGＩクイーンズクライマックス】（2024年12月20日、ボートレース蒲郡公式YouTubeチャンネル）
- GI尼崎センプルカップ 開設72周年記念【初日】（2025年3月3日、ボートレース尼崎【公式】） - ゲスト出演
- 【個人情報が漏れまくり？】数原龍友×福留光帆が地元・尼崎トークで意気投合＆ボートレース愛を熱烈プレゼン【『GⅠ 尼崎センプルカップ』特別企画】（2025年3月5日、Quick Japan）
- GI尼崎センプルカップ 開設72周年記念【最終日・優勝戦】（2025年3月8日、ボートレース尼崎【公式】） - ゲスト出演
- 【ボートレース宮島 公式YouTube番組】 ボートレースバラエティ “ブッちぎりィ!!”【グランジ大＆岡島彩花＆福留光帆＆マヂカルラブリー村上】（2025年4月6日、ボートレース宮島チャンネル【公式】） - ゲスト出演
- Road To THE GRAND PRIX2025 スペシャルトークショー| 峰竜太×定松勇樹×福留光帆×永島知洋|ボートレース界を熱く盛り上げるスペシャルトークショー！ボートレース住之江（2025年7月27日、ボートレース住之江公式チャンネル）[63]

#### バラエティ・情報ほか
- 佐久間宣行のNOBROCK TV[6]

| 配信日         | タイトル | 提供               | 共演                                    |
| -------------- | --- | ------------------ | --------------------------------------- |
| 2024年3月2日   | 【逸材発見】アルピー平子5Gじゃないと普段の実力をまったく発揮できないドッキリのはずが、予想外に福留光帆の大喜利が爆発！                           | NTTドコモ          | アルコ＆ピース                          |
| 2024年3月13日  | 【緊急企画】タレント福留光帆が大喜利の逸材なのかドッキリ検証したら、爆笑回答連発・フリートークもゲキ強で、仕掛け人トンツカタン森本が震え上がる！ |                    | トンツカタン森本 アルコ＆ピース酒井     |
| 2024年4月13日  | 【検証企画】大喜利の逸材福留光帆はトンツカタン森本を相手に、ボートレース場でのロケをうまく回せるのか？（2024年4月13日）                          |                    | トンツカタン森本                        |
| 2024年6月1日   | 【相方検証】逸材福留光帆の相方として、トンツカタン森本はやっていけるのか？を検証するはずが気づけば即興大喜利大会に！                             |                    | トンツカタン森本                        |
| 2024年7月31日  | 【一心同体ボートレース】福留光帆が買ったのとまったく同じ舟券を佐久間Pが10倍の金額で買ってみた時、2人に勝利の女神は微笑むのか！？                 | ボートレース平和島 |                                         |
| 2024年8月21日  | 【新企画イライラ20】福留光帆は何も知らないラランドニシダを、20回イライラさせられるのか？                                                         |                    | ラランドニシダ                          |
| 2024年9月25日  | 【トーク】福留光帆 半年前のニートだった自分が聞いたら腰抜かす事件ベスト７！                                                                      |                    |                                         |
| 2024年10月9日  | 【イライラ20 #2】福留光帆が四千頭身 都築を20回イラつかせる！…はずがラッシュが止まらず都築ノックアウト！                                          |                    | 四千頭身都築                            |
| 2024年10月26日 | 【名作ドッキリ】福留光帆が大喜利にトラウマを抱えて楽屋で大号泣した時、森脇梨々夏の行動が天使すぎて感動大作に！                                   |                    | 森脇梨々夏                              |
| 2024年11月9日  | 【新企画】福留光帆とラランドニシダは喧嘩しながら、アイドルから3つの喧嘩仲裁ワードを引き出せるのか？                                              |                    | ラランドニシダ 片桐ゆま                 |
| 2024年11月23日 | 【イライラ60!? #3】福留光帆が東京ホテイソンたけるを20回イラつかせる!...はずが、相性抜群で福留のコンボ&たけるの嘆きが止まらずイライラ60に!        |                    | 東京ホテイソンたける                    |
| 2024年12月5日  | 【特別企画】福留光帆と『愛の口喧嘩』を見てみよう！                                                                                               |                    |                                         |
| 2025年1月8日   | 【ウソゴシップ20】福留光帆が即興で芸能界のウソゴシップを捏造したら、何も知らないグラドルは信じるのか？                                           |                    | アルコ＆ピース酒井 桜みゆ               |
| 2025年4月26日  | 【激戦！？】福留光帆・立野沙紀 VS 佐久間宣行 ガチパチンコ最強決定戦！                                                                            | 日本遊技機工業組合 | 佐久間宣行 立野沙紀 椎名あき ひなたまる |
| 2025年6月14日  | 【トーク】福留光帆 会ってみたらすごかった芸能人ベスト8！超大物MC・あの売れっ子仲良し芸人・大御所俳優など                                         |                    |                                         |
| 2025年6月25日  | 【発明】福留光帆＆ラランドニシダのレース結果を佐久間が表情で予想！電流をくらうのは2人か佐久間か！？                                              | ボートレース三国   | ラランドニシダ                          |
| 2025年7月12日  | 【光帆なのぉ〜】福留光帆にクロちゃんがガチ指導！ブリっ子キャラに照れたら即電流！ラストなぜか佐久間に悲劇！                                       |                    | クロちゃん（安田大サーカス）            |

- DELISH KITCHEN「お料理向上委員会」 
  - #120・#124・#128・#132（2024年5月3日・10日・17日・24日） - ゲスト出演
  - #176・#182（2024年9月3日・17日） - ゲスト出演
- Google Play Japanチャンネル「漫画遊戯者達の夜」（第一話：2024年8月30日・第二話：2024年9月7日・敗者復活戦：2024年9月14日・最終決戦：2024年9月14日）
- お見送り芸人しんいちの『愛されたい』 【コラボ】福留ちゃんとたかみちさんと罰ゲーム（2024年8月20日） - コラボ出演
- 出版区チャンネル 本ツイ！ #75 大喜利ニュースターが本屋で初の買い物ロケ！笑いの才能を遺憾なく発揮する！？（2024年8月30日）
- 出版区チャンネル 一問一答インタビュー ぶっちゃけ聞きます、本とのトコロ（2024年9月2日）
- 設定さん。
  - シーズン7 #26 - #28（2024年9月12日 - 26日)
  - シーズン8 #30・#31（2024年12月12日・19日）
  - シーズン9 #36（2025年3月27日）
- スタジオパーソル - はたらくを、もっと自分らしく。【密着】福留光帆「渡辺マネージャーとの出会いが転機」（2024年9月27日） - ゲスト出演[64]
- 三拍子official channel　新生三拍子爆誕【福留光帆さん】とトリオ漫才！！（2024年9月18日） - コラボ出演
- ゼクシィTV【NGなし!!】福留光帆がぶっちゃけまくる結婚&恋愛20の質問✨｜スナックゼクシィ12（2024年9月27日） - ゲスト出演[65]
- 東海テレビB面・Locipo 大ブレイク中！元AKB48福留光帆が秋色メイクでシャチに会う！（2024年10月17日）
- 前田の居場所 【#6】福留光帆の手のひらの上でGURU GURU!（2024年11月11日） - ゲスト出演
- クロちゃんねる
  - 【クロちゃんvs福留光帆】互いに天才だと思った瞬間（2024年11月23日） - コラボ出演
  - 【クロちゃんは天才】福留光帆がクロちゃんを下手褒め!?（2024年11月30日） - コラボ出演
  - 福留光帆の活動休止中にクロちゃんが送ったLINEを大公開（2025年4月5日） - コラボ出演
  - 【福留光帆ドッキリ】嘘の感動話で3回泣けるか?（2025年4月12日） - コラボ出演
- 動画、はじめてみました【テレビ朝日公式】
  - まいにち大喜利（2024年11月11日・18日・2025年2月3日）
  - 【神対決】類似芸人統一マッチ 禁断のタイマンキンタローvsザコシ（2025年5月28日）[66]
- テレ東公式「#タグづけ」放送直前 番組の楽しみ方事前予習SP（2024年11月16日）
- ABABA就活
  - 【#福留光帆】元ニートでも10分で自己PRが作れるらしい【#ABABA就活】（2024年12月27日） - ゲスト出演[67]
  - 就活初心者でも書ける！エントリーシートの秘訣を伝授【#ABABA就活】（2025年1月14日） - ゲスト出演[68]
  - 「大手受かります」模擬面接したらまさかの結果に【#ABABA就活】（2025年1月29日） - ゲスト出演[69]
- FANTASTICSのイケメンを、壊したい！（2025年2月5日・12日・19日、AbemaTV）[70]
- ラランド・ニシダ　チャンこうんネル
  - 【ゲスト】福留光帆と雑談トーク（2025年2月16日） - コラボ出演
  - 【ゲスト】福留光帆とニシダの営業終わり（2025年5月11日） - コラボ出演
  - 【ゲスト】福留光帆と営業終わり飯（2025年6月15日） - コラボ出演
- BSノブロック〜新橋ヘロヘロ団〜
  - 【感謝】福留光帆とガチ飲み。芸能界に入るキッカケ・AKB48時代・ニートだった頃・ノブロックTVで急にブレイク・近況報告など（2025年5月12日）[71]
- 脳汁じゅ〜す S2:#3 連チャン出たらご褒美!脳汁出まくり連チャン海物語（2025年5月16日、AbemaTV）[72]
- お笑いラジオアプリGERA 公式チャンネル　【もののけのラジオ無双・県】特別生配信（2025/06/06） - ゲスト出演[73]
- 平子っちといっしょ 【福留光帆コラボ】ラジオスターや超大物芸人など…共演した芸能人の裏側を暴露してもらった（2025年6月20日） - コラボ出演[74]（出演当時のチャンネル名は「でこぼ子っちといっしょ」）
- yuccafilm 【光秀を捕えよ。】初主演女優が監督とドラマ本編を見てみたら・・・（2025年7月2日）[75]
- グレート!カンパニー!【Presented byマイナビニュース】 【東京ホテイソン＆福留光帆が大喜利で商品を研究！】「グレート！商品研究部」月額1000円以下⁉今話題のスマホプランとは？（2025年7月2日）[76][77]
- 東京脱出俱楽部 福留光帆 たかみち店長 お見送り芸人しんいち　新YouTube始めます。『東京脱出俱楽部』（2025年7月2日）[78]
- チャンスの時間
  - #320：オンカジ自粛芸人にノブが質問攻め！&福留光帆に「脱ぎの子？」発言で好感度急降下！（2025年7月6日、AbemaTV）[79]
  - #321：ポスト松本人志！大悟のカリスマが止まらない！人生ドラマ化（2025年7月13日、AbemaTV）[80]
- McGuffin 【オフィスツアー】収録スタジオ＆激レアCDも大公開　福留光帆がラジオ局J-WAVEに潜入！（2025年7月9日）[81]
- ハピキャンチャンネル 【福留光帆&お見送り芸人しんいち】福留デビュー時から仲良しのしんいちと2人で初キャンプ！（2025年8月18日）[82]

### ラジオ

#### レギュラー
- 福留光帆の人生はギャンブル（お笑いラジオアプリGERA） - メインパーソナリティー
  - 2024年7月2日～2024年9月24日 毎週火曜日 特番 #1〜13 
    - ゲスト #12 2024年9月17日 クロちゃん（安田大サーカス）

  - 2024年10月8日～ 毎週火曜日

- GURU GURU!（J-WAVE） - 水曜日ナビゲーター[83]
  - 2024年10月2日〜 毎週水曜日
  - 特別企画『#まいにち福留』2025年5月26日・27日・29日 他曜日にゲスト出演
  - 2025年7月3日 木曜日担当のエバース佐々木隆史の体調不良により代演

#### ゲスト・アシスタントほか
- 下北FM（2021年7月8日・11月18日・2023年5月4日） - アシスタントMC
- キラスタ（2024年4月2日、FM NACK5） - ゲスト出演
- カメレオンパーティー（2024年4月28日、FM NACK5） - ゲスト出演
- 山崎怜奈の誰かに話したかったこと。（2024年5月28日、TOKYO FM） - ゲスト出演[84]
- ハートフルラジオ 虫の知らせ（2024年6月8日、Fm yokohama） - ゲスト出演、榊原郁恵と共演
- SKE48 鎌田菜月のサクラバシ919（2024年6月10日、ラジオ大阪） - ゲスト出演
- パンサー向井の#ふらっと（2024年8月6日 TBSラジオ） - ゲスト出演
- なすなかにしのおじさんではございません！（2024年8月29日、お笑いラジオアプリGERA） - ゲスト出演
- オールナイトニッポン0 ～決戦！お笑い有楽城～（2024年10月12日、ニッポン放送） - 審査員
- 二見颯一やまびこステーション（2024年10月19日、宮崎放送） - ゲスト出演
- 青春もぎたて朝一番！（2024年10月27日、FM NACK5） - ゲスト出演、森田健作・酒井法子と共演
- 青春の勲章はくじけない心（2024年11月4日、ニッポン放送） - ゲスト出演、森田健作・西村知美と共演
- 言ったもん勝ち！だもん（2024年11月5日 - 26日 毎週火曜日、Fm yokohama） - マンスリーゲスト出演
- J-WAVE SPECIAL STAR CATCH RADIO ーこの夏の星を聴くー（2025年7月2日、J-WAVE） - ゲスト出演[85]
- DIG UP! MONDAY-THURSDAY 18:50-19:00（2025年7月2日、J-WAVE） - ゲスト出演[86]

### 映画
- 貞子～弔いのペンダント（2024年9月13日 DVD発売） - 古川愛 役
- ファストブレイク（2024年11月22日） - 愛華 役[87][88]

### ドラマ
- 愛のゲキジョー（2024年10月6日 - 20日、テレビ東京） - ファミレス店員 役[89]
- わが家は楽し（2025年3月13日、TBS） - 女子社員 役[90]
- 光秀を捕えよ。（2025年6月5日、BUMP） - サダコ 役（田口淳之介とW主演）[91][92]
- 復讐パパ ～イジメ・リベンジャー～（2025月6月10日、スワイプドラマ） - 犬山有紗 役[93]

### MV
- 寺西優真「ヒマワリ」（2024年3月11日） - 出演[94]
- Jaguar Note「DIVE」（2024年8月10日） - 出演

### 舞台
- 宇宙家族ヤマダさん〜Super salyの逆襲（2023年5月、新宿こくみん共済coopホール） - 安藤lloyD 役
- 朗読劇『マッチングアプリ:アップルボム(仮)』（2023年7月26 シアターサンモール） - パァンヌ(ドンブリコ天使) 役[95]
- バンブー・サマー2024（2024年3月、劇場MOMO） - 倉持このみ 役
- ワタナベENNICHI「たかみちホラー」第二部（2024年11月14日、新宿ハイジアV-1）
- 舞台版たかみちホラー「念願」（2025年6月1日、ウッディシアター中目黒）

### イベント
- みなとみらいコレクション 2023（2023年11月11日 横浜港大さん橋ホール）-WWSチャンネルインタビュアー
- オンライントークイベント みったんとふたりきり（2023年11月23日）
- プライム事務所お笑いライブ（2024年4月15日、2024年7月29日、2024年9月30日 赤坂チャンスシアター）-アシスタントMC
- みったんとおたのしみかい（2024年4月21日 Concept Darts Cafe RagnaRok新宿店）
- 招待イベント・トークショー・観戦ライブ（2024年5月18日 ボートレース住之江）
- スプラッシュバトルCHAMPIONSHIP 2024 ALL STARS in TAMAGAWA（2024年5月26日 ボートレース多摩川）
- 福留光帆＆トンツカタン森本トークショー（2024年6月4日 ボートレース戸田）
- 福留光帆＆トンツカタン森本トークショー（2024年6月16日 ボートレース尼崎）
- 福留光帆トークショー（2024年6月28日 ボートレース尼崎）
- ツキツクGirls予想会・交流会（2024年6月29日 ボートレース津）-メインMC
- 招待イベント・トークショー・観戦ライブ（2024年7月15日 ボートレース住之江）
- お台場冒険王2024「虫の知らせ」夏祭り（2024年8月1日 お台場冒険ランド）- ゲスト出演
- 福留光帆トークショー&WINNERカレー試食会（2024年8月25日 ボートレース平和島）
- アスリート・タレントトークショー（2024年9月16日 ボートレースびわこ）
- とまひなフェスタ（2024年9月22日 ヘイワールド 鴻巣北本青年会議所主催） - MC
- オープニングセレモニー、予想トークショー、クローズドイベント（2024年9月24日 ボートレース徳山）
- 福留光帆&野添貴裕 トークステージ（2024年9月28日 ボートレース若松）
- 住之江区民大会 大阪府警住之江署の一日署長（2024年10月12日 住之江区役所）
- 詐欺被害防止トークショー（2024年10月12日 ボートレース住之江）
- 福留光帆ガチ予想＆近況トーク（2024年10月13日 ボートレースとこなめ）
- 永島和洋＆福留光帆スペシャルトークショー（2024年10月14日 ボートレースからつ）
- 福留光帆生誕イベント2024（2024年10月27日 高田馬場BSホール）
- GI尼崎ダイヤモンドカップステージイベント（2024年11月10日 ボートレース尼崎）
- 映画『Back to Black エイミーのすべて』公開記念イベント（2024年11月19日）
- 福留光帆トークショー（2024年11月23日 ボートレース下関）
- 福留光帆トークショー（2024年11月30日 ボートレース住之江）
- 福留光帆カレンダー発売記念イベント（2024年12月8日 HMV&BOOKS SHIBUYA）
- 福留光帆の人生はギャンブルpresents 〜忘年スマスぱーてぃー2024〜（2024年12月21日 GERA本社）- 福留光帆の人生はギャンブルの公開収録イベント
- 福留光帆&ラランドニシダトークショー（2025年1月5日 ボートレースびわこ）
- 福留光帆 予想トーク（2025年2月23日 ボートレース福岡）
- オープニングセレモニー＆ドリーム戦出場選手インタビュー、福留光帆 センプルカップイメージキャラクター就任トークショー（2025年3月3日  ボートレース尼崎）
- QuickJapanプレゼンツ「数原龍友×福留光帆×ストレッチーズ高木貫太」トークショー、表彰セレモニー・優勝選手花束贈呈（2025年3月8日  ボートレース尼崎）
- 愛・うんこ博presents 「大うんこ博」（2025年3月25日 西新宿ナルゲキ）- ラランドニシダによる個人YouTubeチャンネルのイベントライブ
- 福留光帆&マヂカルラブリー村上スペシャルトークショー（2025年4月6日 ボートレース宮島）
- GERA FES -GERA 5th Anniversary-（2025年4月13日 豊洲Pit） - 第1部 MC／第2部 MC
- あざとくて何が悪いの？秘密の大あざとフェス（2025年4月22日 EX THEATER ROPPONGI） - 夜公演 トークゲスト
- アリオ川口20th ANNIVERSARY 福留光帆＆ラランドニシダGWスペシャルトークショー（2025年4月26日 アリオ川口）
- ラランド・ニシダ＆福留光帆 トークショー（2025年5月14日 ボートレースとこなめ）
- Road to THE GRAND PRIX 特別トークショー：お披露目式・スペシャルトークショー・マークツー招待イベント（2025年6月30日 ボートレース住之江） - 共演：峰竜太、定松勇樹、MC永島知洋
- カラオケ行こうの会（2025年7月4日 カラオケまねきねこ渋谷本店） - 共演：たかみち店長
- J-WAVE INSPIRE TOKYO 2025 supported by Expedia presents GURU GURU! POWER STAGE（2025年7月13日 LINE CUBE SHIBUYA） - MC、実行委員長[96][97]
- 福留光帆トークショー（2025年7月25日 ボートレース徳山）
- 福留光帆＆ラランドニシダのスペシャルトークショー（2025年8月3日 ボートレース三国）
- クロちゃん×福留光帆  トークショー（2025年8月13日 ボートレース尼崎）[98]

### 雑誌
- BOMB 2023年11月号（2023年10月6日、ワン・パブリッシング） - 初グラビア掲載
- 週刊実話 2023年11月23日号 (2023年11月09日、日本ジャーナル出版） - インタビュー掲載
- B .L .T 2024年2月号（2023年12月28日、東京ニュース通信社） - グラビア掲載
- FLASH 2024年5月21日号（2024年5月8日、光文社） - インタビュー掲載
- Fine 2024年6月号（2024年5月9日、日の出出版） - グラビア掲載
- SUNNY GIRL vol.4（2024年5月28日、日の出出版） - グラビア掲載
- 漫画アクション 2024年6月18日号（2024年6月4日、双葉社） - グラビア掲載
- BOMB 2024年8月号（2024年7月9日、ワン・パブリッシング） - グラビア掲載
- EX大衆 2024年8月号（2024年7月16日、双葉社） - グラビア掲載
- DIME 2024年9・10月号 (2024年7月16日、小学館） - インタビュー掲載
- 週刊ヤングジャンプ 2024年 No.35（2024年8月1日、集英社） - グラビア掲載
- ヤングアニマル 2024年 No.21（2024年10月25日、白泉社） - グラビア掲載
- 週刊プレイボーイ 2024年 No.47・48合併号（2024年11月5日、集英社） - グラビア掲載
- FRIDAY 2025年1月24,31日新春スペシャル合併号（2025年1月10日、講談社） - インタビュー掲載

### 写真集・デジタル写真集・カレンダー
- デジタル写真集「尼崎のダイヤモンド」（2024年4月15日、集英社 週刊プレイボーイ）
- デジタル写真集「君という花」（2024年7月16日、双葉社 漫画アクション）
- デジタル写真集「正直、カワイイ！」（2024年8月1日、集英社 YJ PHOTO BOOK）
- デジタル写真集「ふくとめちゃんです！」（2024年11月8日、白泉社 ハレム）
- デジタル写真集「近頃、目が離せない人がいる。～prologue～」（2024年11月4日、集英社 週刊プレイボーイ）
- 福留光帆 2025 カレンダー（2024年11月30日、わくわく製作所）

### WEB
- 福留光帆　舟は帆まかせ帆は風まかせ（2024年2月18日 - 、東スポ本紙、東スポWEB コラム不定期連載）
- 福留光帆の幸せをつかむマイルール（2024年8月16日 - 、QJWeb クイック・ジャパン・ウェブ エッセイ月１回連載）[99]
- 数原龍友×福留光帆、尼崎あるあるが止まらない！地元トークで爆笑＆ボートレース愛を熱烈プレゼン【『GⅠ 尼崎センプルカップ』特別企画】（2025年3月2日、QJWeb クイック・ジャパン・ウェブ）[100]
- インタビュー ラジオはみんなでつくり上げるもの。『GURU GURU!』水曜日ナビゲーター・福留光帆＆前田裕太の“最強バディ”への道（2025年6月24日、Audio Marketing Insights）[101]

### CM
- 日本遊戯機工業組合「KIBUN PACHI-PACHI委員会」ユニット「PACHI-PACHI-7」（2025年4月19日 -、テレビCM・WEB CM）[102]